# Pont-sur-Meuse
Pont-sur-Meuse är en kommun i departementet Meuse i regionen Grand Est (tidigare regionen Lorraine) i nordöstra Frankrike. Kommunen ligger i kantonen Commercy som tillhör arrondissementet Commercy. År 2022 hade Pont-sur-Meuse 132 invånare.

## Befolkningsutveckling
Antalet invånare i kommunen Pont-sur-Meuse
| Referens: INSEE |